# Deomys ferrugineus
Il ratto dal pelo rosso (Deomys ferrugineus Thomas, 1888) è un roditore della famiglia dei Muridi, unica specie del genere Deomys (Thomas, 1888), diffuso nell'Africa equatoriale.

## Etimologia
Il nome generico deriva dalla combinazione della parola greca δεο, il cui significato è "Io collego", riferito alla posizione sistematica considerata in passato intermedia tra i Muridi ed i Cricetidi, e del suffisso -mys, relativo alle forme simili ai topi.

## Descrizione

### Dimensioni
Roditore di piccole dimensioni, con la lunghezza della testa e del corpo tra 118 e 139 mm, la lunghezza della coda tra 187 e 215 mm, la lunghezza del piede tra 36 e 39 mm, la lunghezza delle orecchie tra 25 e 27 mm e un peso fino a 70 g.

### Caratteristiche craniche e dentarie
Il cranio è sottile e delicato con un rostro molto stretto e con i margini paralleli. Le ossa nasali sono larghe, le arcate zigomatiche sono sottili, la regione inter-orbitale è ampia e le creste sopra-orbitali ben sviluppate. Le placche zigomatiche sono insolitamente posizionate sotto i fori infra-orbitali, condizione unica tra tutti i Muroidea. La bolla timpanica è poco sviluppata. Gli incisivi superiori sono arancioni e con due solchi longitudinali ciascuno, mentre quelli inferiori sono più chiari.
Sono caratterizzati dalla seguente formula dentaria:

### Aspetto
La pelliccia è setolosa. Le parti superiori sono fulvo-rossastre, densamente cosparse di peli nerastri lungo la schiena. Il muso è appuntito e alquanto più opaco; intorno agli occhi sono presenti degli anelli neri scarsamente distinti. Le parti ventrali e le zampe sono bianche. La parte posteriore degli arti inferiori è grigia. Le orecchie sono molto grandi ed ovali. Il pollice è munito di un'unghia stretta. Il piede è lungo e sottile. Il quinto dito raggiunge di poco la base del quarto, mentre l'alluce arriva alla metà del quinto. Le piante dei piedi sono prive di peli e sono fornite di 5 piccoli cuscinetti rotondi. La coda è molto più lunga della testa e del corpo, grigio-ardesia sopra, bianca sotto, ricoperta di piccoli peli solo nella metà terminale e con circa 12-13 anelli di scaglie per centimetro. Nella sottospecie D.f.christyi la metà terminale della coda è bianca. Le femmine hanno 2 paia di mammelle addominali.

## Biologia

### Comportamento
È una specie terricola e crepuscolare, sebbene sia attiva sia la sera tardi che di notte. È una buona arrampicatrice. Costruisce nidi di foglie e fibre in cavità o buche alla base degli alberi. Quando minacciata, fugge compiendo balzi fino a 50 cm dal suolo, utilizzando le potenti zampe posteriori. Normalmente però si sposta su tutti e quattro gli arti quando è in cerca di prede. In Uganda, durante la stagione delle piogge, si può trovare frequentemente in zone ben drenate, mentre nei periodi secchi si concentra nelle zone paludose. La struttura sociale è formata normalmente da coppie maschio-femmina o madre-figlio.

### Alimentazione
Si nutre principalmente di insetti ed altri invertebrati, talvolta di parti vegetali, vicino ai corsi d'acqua all'interno delle foreste tropicali montane e pianeggianti.

### Riproduzione
Esiste un picco riproduttivo esteso e può partorire in maniera ravvicinata più volte durante l'anno. Le femmine danno alla luce 1-3, solitamente 2, piccoli alla volta.

## Distribuzione e habitat
Questa specie è diffusa nel bacino del Fiume Congo, dal Camerun fino all'Uganda.
Vive in ambienti fluviali e di palude fino a 1.600 metri di altitudine.

## Tassonomia
Sono state riconosciute 4 sottospecie:
- D.f.ferrugineus: Camerun meridionale, Rio Muni, Gabon, Congo, Repubblica Centrafricana meridionale, Repubblica Democratica del Congo nord-occidentale;
- D.f.christyi (Thomas, 1915): Repubblica Democratica del Congo nord-orientale, Uganda sud-occidentale;
- D.f.poensis (Eisentraut, 1965): Isola di Bioko;
- D.f.vandenberghei (Rahm & Verheyen, 1960): Repubblica Democratica del Congo orientale, Ruanda occidentale, Burundi nord-occidentale.

## Conservazione
La IUCN Red List, considerato il vasto areale, la relativa abbondanza e la presenza in diverse aree protette, classifica D.ferrugineus come specie a rischio minimo (Least Concern).